# De immortalitate animae

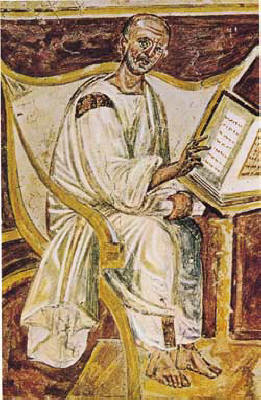
Agostinho

De immortalitate animae (latim: "Sobre a imortalidade da alma") é um tratado filosófico que Aurélio Agostinho escreveu em 387, aos trinta e dois anos de idade, após suas férias em Cassiciacum, perto de Milão.
Ele viu seu tratado como um lembrete para um terceiro livro final de seus Solilóquios (Retractationes I,5,I).

## Conteúdo
Seguindo o Evangelho de Mateus (Mt 10,28) e uma visão neoplatônica correspondente, Agostinho descreve a alma como imortal. A sua imortalidade vem principalmente da sua participação na verdade eterna. As ideias cristãs quase não estão representadas, embora ele tenha escrito este tratado entre sua conversão ao cristianismo (por volta de 1º de agosto de 386) e seu batismo (24/25 de abril de 387 (Vigília Pascal)). Pelo contrário, é o mundo do pensamento de Plotino que brilha. O dualismo corpo-alma é descrito de forma muito mais vívida em Agostinho. Para Plotino, a alma era antes de tudo aquilo que dava forma; para Agostinho ela aparece como aquilo que é ativo nas pessoas.
A imortalidade da alma surge da sua ligação com Deus. A alma é o elo entre as ideias divinas e o corpo.
O interesse de Agostinho pela alma não termina com este tratado. Um pouco mais tarde, em 387, foi escrito o texto igualmente filosófico: Sobre a grandeza da alma (“ De quantitate animae ”).

## Literatura
- Wilhelm Götzmann: Die Unsterblichkeitsbeweise in der Väterzeit und Scholastik bis zum Ende des 13. Jahrhunderts. Karlsruhe 1927.
- Martin Grabmann: Die Grundgedanken des heiligen Augustinus über die Seele und Gott. Darmstadt 1967.
- Wilhelm Metz: Soliloquia. De immortalitate animae. In: Michael Eckert u. a. (Hgg.): Lexikon der theologischen Werke. Kröner, Stuttgart 2003, S. 662–664. ISBN 3-520-49301-2.
- Rudolf Schneider: Seele und Sein. Ontologie bei Augustinus und Aristoteles. Stuttgart 1957.